# Crossoglossa tipuloides
Crossoglossa tipuloides är en orkidéart som först beskrevs av John Lindley, och fick sitt nu gällande namn av Dodson. Crossoglossa tipuloides ingår i släktet Crossoglossa, och familjen orkidéer. Inga underarter finns listade i Catalogue of Life.